# Ancinus jarocho
Ancinus jarocho là một loài chân đều trong họ Ancinidae. Loài này được Rocha-Ramírez, Chávez-López & Peláez-Rodríguez miêu tả khoa học năm 2010.